# Lewis B. Puller
Lewis Burwell Puller, detto Chesty (West Point, 26 giugno 1898 – Hampton, 11 ottobre 1971), è stato un generale statunitense dei Marines.
È il più decorato Marine degli Stati Uniti d'America nella storia, e il solo ad aver ricevuto cinque Navy Cross. Nel corso della sua carriera ha combattuto ad Haiti in occasione dell'occupazione statunitense dell'isola e in Nicaragua durante l'quella della nazione centroamericana, e partecipato ad alcune delle più sanguinose battaglie della seconda guerra mondiale e della guerra di Corea.

## Biografia
Nacque a West Point, Virginia da Matteo e Marta Puller. Suo padre era un droghiere che morì quando il futuro soldato aveva 10 anni. Cresciuto ascoltando i racconti dei veterani della guerra di secessione americana e idolatrando il generale Thomas Jonathan Jackson, voleva arruolarsi nell'esercito per combattere in Messico nel 1916 durante la spedizione contro Pancho Villa, ma era troppo giovane e non poté ottenere il consenso di sua madre.
L'anno seguente frequenta il Virginia Military Institute, ma lascia alla fine del primo anno. La prima guerra mondiale è già scoppiata e Puller scalpita per andare a combattere, affascinato soprattutto dalle imprese compiute dal 5° Marines nella battaglia di Bosco Belleau. Quindi finalmente si arruola nel corpo dei Marines degli Stati Uniti presso il Marine Corps Recruit Depot di Parris Island nella Carolina del Sud.
Anche se non ha mai visto l'azione in quella guerra, il Corpo era in espansione, e subito dopo la laurea frequenta la scuola sottufficiali e l'OCS (Officer Candidates School) a Quantico, Virginia successivamente. Dopo la laurea da OCS il 16 giugno 1919, viene nominato sottotenente nella riserva, ma la riduzione delle forze armate nel periodo successivo alla fine della guerra comporta uno stato di inattività dopo 10 giorni e deve ricominciare dal grado di caporale.
Si è congedato dal Corpo dei Marines nel 1955, trascorrendo il resto della sua vita in Virginia.